# Bulbophyllum bicoloratum
Bulbophyllum bicoloratum es una especie de orquídea epifita originaria de Madagascar. 

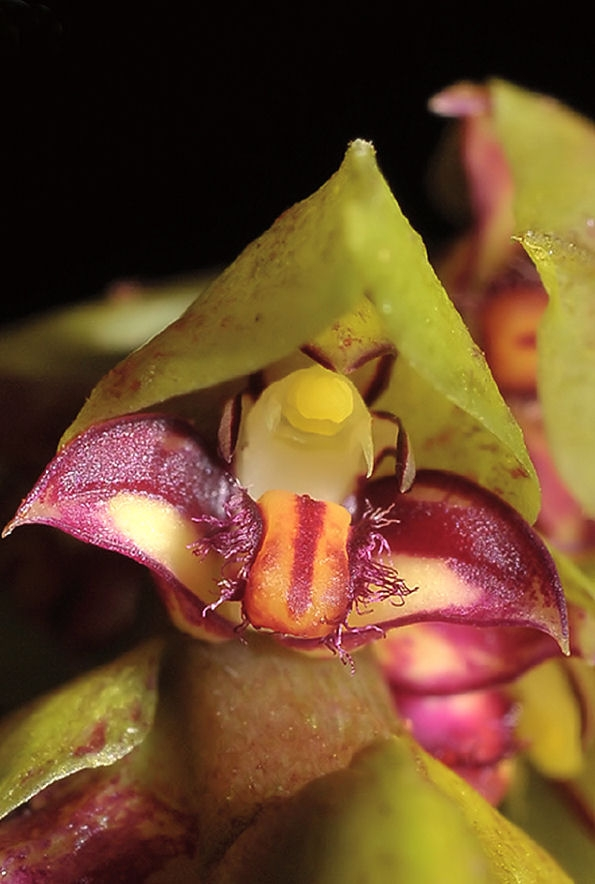
Vista de la planta

## Descripción
Es una orquídea de pequeño tamaño, con hábitos epifita y ocasionalmente epifita con un fino rizoma y 2 a 3 cm entre cada pequeño pseudobulbo, tetragonal, amarillento que lleva 2 hojas apicales, oblongas y gruesas. Florece en el verano y el otoño en una inflorescencia de 15 cm de largo, con una agrupación apical de brácteas de color rojo, imbricadas, ovales-agudas dispuestas en tres filas y cubriendo por completo las pequeñas flores

## Distribución y hábitat
Se encuentra en Madagascar, en las húmedas tierras bajas, en los bosques perennes en las elevaciones alrededor de 300 a 1000 metros.  

## Taxonomía
Bulbophyllum bicoloratum fue descrita por Rudolf Schlechter y publicado en Repertorium Specierum Novarum Regni Vegetabilis, Beihefte 33: 218. 1924.

### Etimología
Bulbophyllum: nombre genérico que se refiere a que la forma de las hojas es bulbosa.
bicoloratum: epíteto latino que significa "con dos colores".